# Erwin Hymer
Erwin Hymer (* 27. Juli 1930 in Waldsee; † 11. April 2013 ebenda) war ein deutscher Unternehmer und Gründer des Wohnwagen- bzw. Reisemobilherstellers Hymer.

## Biografie
Nach einem Maschinenbauingenieurstudium war der gelernte Werkzeugmacher Hymer zunächst für drei Jahre im Team des Flugzeugbauers Claudius Dornier tätig und arbeitete am Entwurf des Dornier Delta, einem Kleinwagen. Er trat in den väterlichen Betrieb in Bad Waldsee ein, der gummibereifte Anhänger für Traktoren herstellte.
1957 gründete er zusammen mit dem Konstrukteur und Flugzeugpionier Erich Bachem die Vertriebsfirma Eriba und entwickelte den Prototyp eines Caravans („Ur-Troll“). 1961 entwickelte er (Bachem war im März 1960 gestorben) ein erstes Wohnmobil, von dem auf Grund der Insolvenz Borgwards nur drei gebaut wurden. 1971 wurde der Bau von Wohnmobilen wieder aufgegriffen und mit der Serienfertigung begonnen. 
Daneben gründete er 1962 die Hymer-Leichtmetallbau GmbH & Co. KG in Wangen im Allgäu und er begann mit dem Bau von Aluleitern, für die er Rechte von Dornier übernahm.
Erwin Hymer erweiterte die Produktpalette in den Jahren um Zukäufe der Wohnwagen- und Reisemobilhersteller Niesmann+Bischoff, Bürstner, Laika und Carado sowie die Zubehörmarke Movera. In der Holding wurden die Firmen Dethleffs, Sunlight, LMC und TEC eingebunden. Zuletzt erwirtschafteten 2780 Beschäftigte einen Jahresumsatz von 859 Mio. EUR.
2007 schied er aus dem Aufsichtsrat aus. Hymer widmete sich seiner Erwin-Hymer-Stiftung, mit der er das Erwin-Hymer-Museum am Firmensitz baute. An der Spitze der Stiftung löste ihn seine Tochter Carolin ab.
Er wurde mit der Bürgermedaille der Stadt Bad Waldsee und im Jahr 2000 mit dem Bundesverdienstkreuz am Bande geehrt.